# Tour de Pologne 2016 – 3. etap
3. etap kolarskiego wyścigu Tour de Pologne 2016 odbył się 14 lipca. Start etapu miał miejsce w Zawierciu natomiast meta w Nowym Sączu. Etap liczył 240 kilometrów.

## Premie
Na 3. etapie będą następujące premie:
| Rodzaj | Rodzaj            | Miejscowość | Kilometry (od startu) | Kilometry (do mety) |
| ------ | ----------------- | ----------- | --------------------- | ------------------- |
|        | Lotna             | Wadowice    | 78,3 km               | 161,7 km            |
|        | Górska (I kat.)   | Wysokie     | 179,9 km              | 60,1 km             |
|        | Specjalna         | Nowy Sącz   | 193,9 km              | 46,1 km             |
|        | Górska (III kat.) | Mystków     | 206,2 km              | 33,8 km             |
|        | Górska (III kat.) | Kunów       | 212,8 km              | 27,2 km             |
|        | Specjalna         | Nowy Sącz   | 222,5 km              | 17,5 km             |

### Wyniki
| Lotna – Wadowice |                   |        |        |
| Miejsce          | Zawodnik          | Zespół | Punkty |
| 1.               | Kamil Gradek      | VAT    | 3      |
| 2.               | Matej Mohorič     | LAM    | 2      |
| 3.               | Sergiej Nikolajew | GAZ    | 1      |

| Górska – Wysokie |                          |        |        |
| Miejsce          | Zawodnik                 | Zespół | Punkty |
| 1.               | Kamil Gradek             | VAT    | 10     |
| 2.               | Sergiej Nikolajew        | GAZ    | 7      |
| 3.               | Przemysław Kasperkiewicz | POL    | 5      |
| 4.               | Matej Mohorič            | LAM    | 3      |
| 5.               | Łukasz Owsian            | CCC    | 2      |

| Specjalna – Nowy Sącz |               |        |        |
| Miejsce               | Zawodnik      | Zespół | Punkty |
| 1.                    | Matej Mohorič | LAM    | -      |

| Górska – Mystków |               |        |        |
| Miejsce          | Zawodnik      | Zespół | Punkty |
| 1.               | Matej Mohorič | LAM    | 3      |
| 2.               | Łukasz Owsian | CCC    | 2      |
| 3.               | Kamil Gradek  | VAT    | 1      |

| Górska – Kunów |                 |        |        |
| Miejsce        | Zawodnik        | Zespół | Punkty |
| 1.             | Maciej Paterski | CCC    | 3      |
| 2.             | Nicolas Roche   | SKY    | 2      |
| 3.             | Rubén Fernández | MOV    | 1      |

| Specjalna – Nowy Sącz |                 |        |        |
| Miejsce               | Zawodnik        | Zespół | Punkty |
| 1.                    | Maciej Paterski | CCC    | -      |

## Wyniki etapu
| Miejsce | Zawodnik          | Państwo    | Zespół              | Czas       | Bon. | Pkt. |
| ------- | ----------------- | ---------- | ------------------- | ---------- | ---- | ---- |
| 1.      | Niccolò Bonifazio | Włochy     | Trek-Segafredo      | 5h 46' 12" | -10s | 20   |
| 2.      | Moreno Hofland    | Holandia   | Team LottoNL-Jumbo  | +0"        | -6s  | 19   |
| 3.      | Luka Mezgec       | Słowenia   | Orica–BikeExchange  | +0"        | -4s  | 18   |
| 4.      | Heinrich Haussler | Australia  | IAM Cycling         | +0"        | —    | 17   |
| 5.      | Roman Małkin      | Rosja      | Gazprom–RusVelo     | +0"        | —    | 16   |
| 6.      | Kristian Sbaragli | Włochy     | Team Dimension Data | +0"        | —    | 15   |
| 7.      | Rusłan Tleubajew  | Kazachstan | Pro Team Astana     | +0"        | —    | 14   |
| 8.      | Loic Vliegen      | Belgia     | BMC Racing Team     | +0"        | —    | 13   |
| 9.      | Sacha Modolo      | Włochy     | Lampre-Merida       | +0"        | —    | 12   |
| 10.     | Koen de Kort      | Holandia   | Team Giant-Alpecin  | +0"        | —    | 11   |

## Klasyfikacje po 3. etapie

### Klasyfikacja generalna
| Miejsce | Zawodnik           | Państwo   | Zespół             | Czas        |
| ------- | ------------------ | --------- | ------------------ | ----------- |
|         | Fernando Gaviria   | Kolumbia  | Etixx-Quick Step   | 12h 06' 36" |
| 2.      | Niccolò Bonifazio  | Włochy    | Trek-Segafredo     | +6"         |
| 3.      | Caleb Ewan         | Australia | Orica–BikeExchange | +8"         |
| 4.      | Moreno Hofland     | Holandia  | Team LottoNL-Jumbo | +10"        |
| 5.      | Diego Ulissi       | Włochy    | Lampre-Merida      | +14"        |
| 6.      | Roman Małkin       | Rosja     | Gazprom–RusVelo    | +16"        |
| 7.      | Lorrenzo Manzin    | Francja   | FDJ                | +16"        |
| 8.      | Sacha Modolo       | Włochy    | Lampre-Merida      | +16"        |
| 9.      | Heinrich Haussler  | Australia | IAM Cycling        | +16"        |
| 10.     | Michał Kwiatkowski | Polska    | Team Sky           | +16"        |

### Klasyfikacja punktowa
| Miejsce | Zawodnik          | Państwo   | Zespół              | Punkty |
| ------- | ----------------- | --------- | ------------------- | ------ |
|         | Moreno Hofland    | Holandia  | Team LottoNL-Jumbo  | 51     |
| 2.      | Fernando Gaviria  | Kolumbia  | Etixx-Quick Step    | 46     |
| 3.      | Niccolò Bonifazio | Włochy    | Trek-Segafredo      | 40     |
| 4.      | Caleb Ewan        | Australia | Orica–BikeExchange  | 36     |
| 5.      | Kristian Sbaragli | Włochy    | Team Dimension Data | 32     |

### Klasyfikacja górska
| Miejsce | Zawodnik                 | Państwo  | Zespół                | Punkty |
| ------- | ------------------------ | -------- | --------------------- | ------ |
|         | Kamil Gradek             | Polska   | Verva ActiveJet       | 11     |
| 2.      | Sergiej Nikolajew        | Rosja    | Gazprom–RusVelo       | 7      |
| 3.      | Matej Mohorič            | Słowenia | Lampre-Merida         | 6      |
| 4.      | Łukasz Owsian            | Polska   | CCC Sprandi Polkowice | 5      |
| 5.      | Przemysław Kasperkiewicz | Polska   | POL                   | 5      |

### Klasyfikacja najaktywniejszych
| Miejsce | Zawodnik            | Państwo         | Zespół             | Punkty |
| ------- | ------------------- | --------------- | ------------------ | ------ |
|         | Jonas Koch          | Niemcy          | Verva ActiveJet    | 7      |
| 2.      | Bachtijar Kozatajew | Kazachstan      | Pro Team Astana    | 4      |
| 3.      | Simon Yates         | Wielka Brytania | Orica–BikeExchange | 3      |
| 4.      | Kamil Gradek        | Polska          | Verva ActiveJet    | 3      |
| 5.      | Marc Fournier       | Francja         | FDJ                | 3      |

### Klasyfikacja drużynowa
| Miejsce | Zespół           | Państwo           | Czas        |
| ------- | ---------------- | ----------------- | ----------- |
| 1.      | Team Sky         | Wielka Brytania   | 36h 20' 36" |
| 2.      | Etixx-Quick Step | Belgia            | +0"         |
| 3.      | Pro Team Astana  | Kazachstan        | +0"         |
| 4.      | BMC Racing Team  | Stany Zjednoczone | +9"         |
| 5.      | Lampre-Merida    | Włochy            | +9"         |